# Линкольн-Юниверсити
Линкольн-Юниверсити (англ. Lincoln University (CDP), с англ. — «университет Линкольна») — статистически обособленная местность в тауншипе Лоуэр-Оксфорд округа Честер (штат Пенсильвания, США). Она расположена недалеко от кампуса университета Линкольна, примерно в 6,4 км к северо-востоку от боро Оксфорд. Линкольн-Юниверсити находится рядом с трассой US 1. По данным переписи населения 2010 года, население Линкольн-Юниверсити составляло 1726 человек, при плотности населения 3698,24 человек на км2.

## География
Линкольн-Юниверсити расположена в координатах 39°48′12″ с. ш. 75°55′31″ з. д.. По данным Бюро переписи населения США, общая площадь Линкольн-Юниверсити составляет 0,75 км², из которых все 0,75 км² занимает суша.

## Демография
По данным переписи населения 2010 года, в Линкольн-Юниверсити проживало 1726 человек. Плотность населения составляла 3698,24 чел/км². Из 1726 жителей Линкольн-Юниверсити состоял из 0,7 % белых, 94,9 % афроамериканцев, 0,41 % коренных американцев, 0,12 % азиатов, 0,12 % жителей тихоокеанских островов, 0,58 % представителей других рас и 3,19 % представителей двух или более рас. Из общей численности населения 4,29 % были испаноговорящими или латиноамериканцами.